# Stenosoma nadejda
Stenosoma nadejda es una especie de crustáceo isópodo marino de la familia Idoteidae.

## Distribución geográfica
Se distribuye por el Mediterráneo occidental y la zona del estrecho de Gibraltar.